# Fresnoy-en-Gohelle
Fresnoy-en-Gohelle ist eine französische Gemeinde im Département Pas-de-Calais in der Region Hauts-de-France. Sie gehört zum Kanton Brebières im Arrondissement Arras.

## Lage
Die Gemeinde Fresnoy-en-Gohelle liegt am Ostrand des Artois und am Südrand des Nordfranzösischen Kohlereviers, in der Mitte des Städtedreiecks Lens, Arras und Douai. Nachbargemeinden von Fresnoy-en-Gohelle sind Acheville im Norden, Bois-Bernard im Osten, Neuvireuil im Südosten, Oppy im Südwesten sowie Arleux-en-Gohelle im Westen.

## Bevölkerungsentwicklung
| Jahr                       | 1962 | 1968 | 1975 | 1982 | 1990 | 1999 | 2006 | 2015 | 2022 |
| -------------------------- | ---- | ---- | ---- | ---- | ---- | ---- | ---- | ---- | ---- |
| Einwohner                  | 127  | 127  | 120  | 140  | 206  | 199  | 243  | 220  | 234  |
| Quellen: Cassini und INSEE |      |      |      |      |      |      |      |      |      |

## Sehenswürdigkeiten

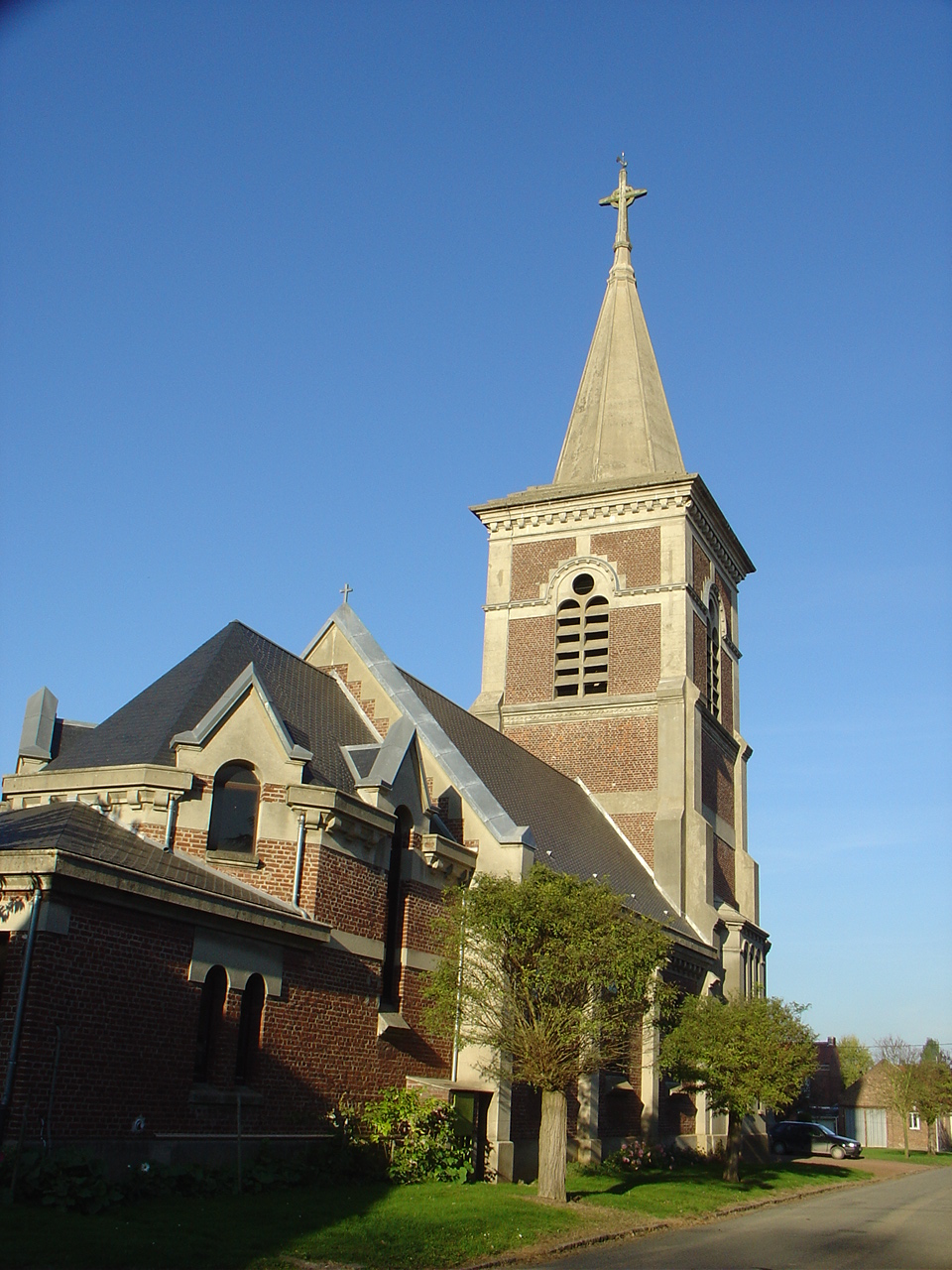
Kirche Saint-Amand
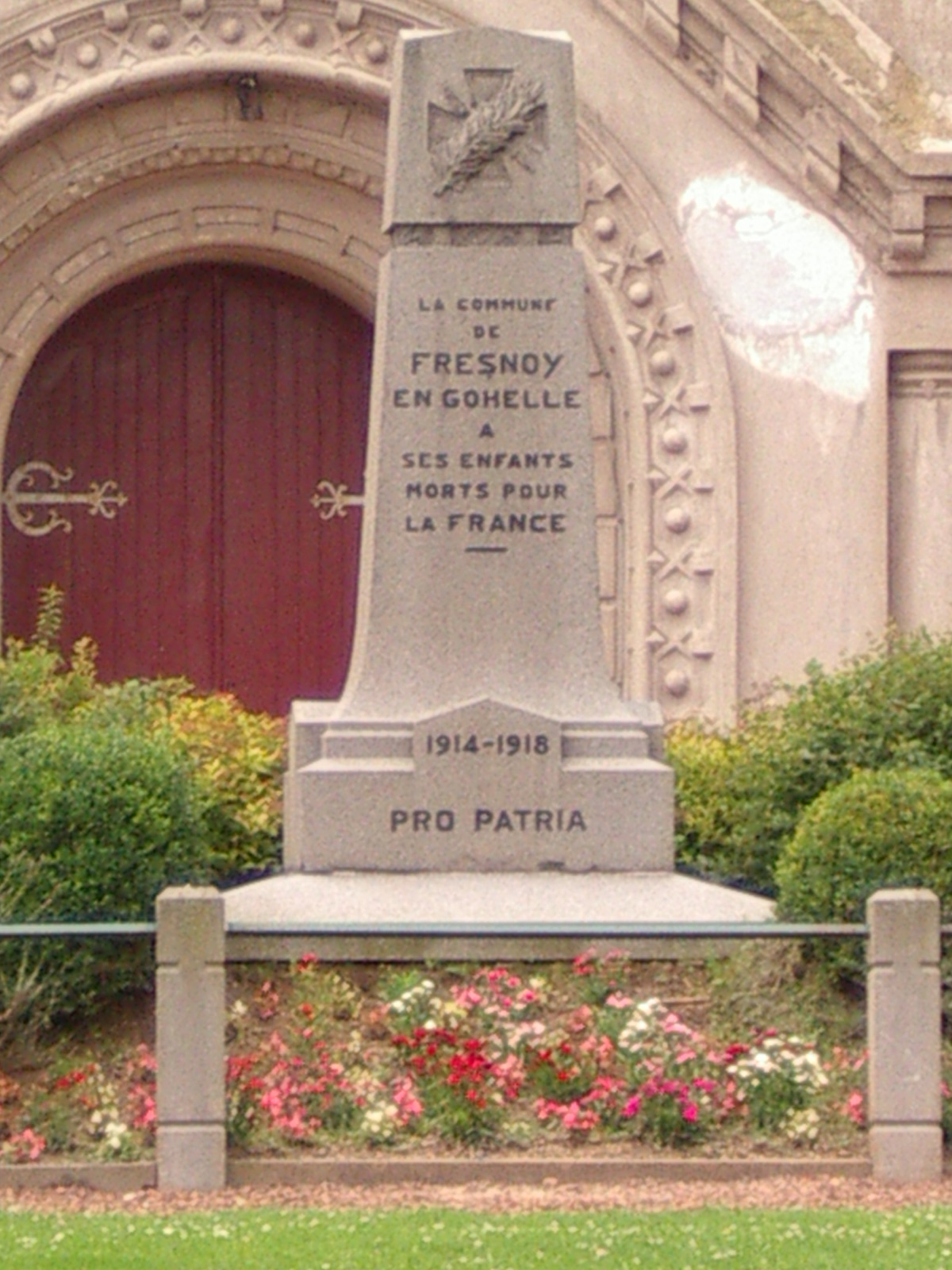
Gefallenendenkmal

- Schloss
- Wasserturm

- Kirche Saint-Amand
- Gefallenendenkmal